# Линиатура растра
Линиатура растра является одной из основных характеристик полиграфической и цифровой печати, характеризует разрешение печатного процесса, то есть период растровой сетки и обозначает количество линий растра на единицу длины изображения (физически — частоту пространственной структуры растра). Чаще всего линиатура измеряется в линиях на дюйм — lpi; измеряется также в линиях на сантиметр с переводным коэффициентом 2,54 (150 lpi ≈ 59 лин/см). Характеристики совпадают с характеристиками одномерной дифракционной решётки: L = 1/p, где р — период структуры растра. Чем выше линиатура, тем более мелкие детали можно воспроизвести, однако существуют физические ограничения на линиатуру.
Ограничением на возможность использования растров с высокими линиатурами является тот факт, что из-за различных явлений краска способна растекаться (растискивание), что делает невозможным воспроизвести очень маленькую точку. Для недорогой бумаги физическое ограничение 100 лин/см, хотя на практике при печати применяются меньшие линиатуры из-за того, что при использовании растров высокой линиатуры результат становится сильно чувствительным к параметрам печати.
Типажный ряд растров: 20, 24, 30, 34, 36, 40, 44, 48, 54, 60, 70, 80, 100, 120, 150, 160 лин/см. Вследствие развития электронного растрирования количество линий в одном сантиметре может быть и дробным, например, 39,5 или 59,5 лин/см. В компьютерном растрировании чаще используются единицы измерения линиатуры в линиях на дюйм (lpi), например, 150 lpi.
Для газетной печати, как правило, используется линиатура в 85—133 lpi; для цветных журналов, рекламных брошюр и каталогов продукции — 133—175 lpi; для печати на бумаге высочайшего качества — 200 lpi.
Для растров с нерегулярной структурой понятие линиатуры вводится условно[как?].

## Написание термина
Следует заметить, что слово «линиатура» — профессиональный термин полиграфистов. Это слово можно найти во многих справочниках по полиграфии, хотя написание «линеатура» тоже встречается нередко. В соответствии же с нормами русского языка, данное слово пишется исключительно как «линеатура» и в таком виде встречается в обычных словарях и неспециализированных текстах.